# Meike Schmelzer
Meike Schmelzer (født 19. juli 1993 i Wiesbaden) er en tysk håndboldspiller, som spiller for den tyske håndboldklub Thüringer HC og Tysklands kvindehåndboldlandshold siden 2015.